# Technologia
Technologia – metoda przygotowania i prowadzenia procesu wytworzenia lub przetwarzania jakiegoś dobra lub informacji. Technologia może oznaczać konkretny proces (np. technologia klejenia, technologia malowania). Można rozpatrywać produkty pod względem technologiczności, czyli optymalizacji konstrukcji dla danego procesu, tak by dany projekt nie sprawiał trudności wykonania daną metodą.
Nieuzasadnione jest używanie obecnie określenia technologia (anglicyzm od technology) zamiast polskiego słowa technika dla nowych wyrobów, sprzętu, np. „wojsko otrzymało nową technologię” zamiast „nową technikę” czy „nowe konstrukcje”.